# Ивашково (Холм-Жирковский район)
Ивашково — деревня в Холм-Жирковском районе Смоленской области России. Входит в состав Лехминского сельского поселения. Население — 10 жителей (2007 год). 
Расположена в северной части области в 5 км к северо-западу от Холм-Жирковского, в 45 км севернее автодороги М1 «Беларусь», на берегу реки Лучевка. В 14 км юго-западнее деревни расположена железнодорожная станция Канютино на линии Дурово — Владимирский Тупик. 

## История
В годы Великой Отечественной войны деревня была оккупирована гитлеровскими войсками в октябре 1941 года, освобождена в марте 1943 года.

Во время немецкой оккупации здесь располагался пересылочный лагерь для гражданского населения.